# Lissoclinum tasmanense
Lissoclinum tasmanense är en sjöpungsart som först beskrevs av Kott 1954.  Lissoclinum tasmanense ingår i släktet Lissoclinum och familjen Didemnidae. Inga underarter finns listade i Catalogue of Life.